# Oxypetalum parviflorum
Oxypetalum parviflorum är en oleanderväxtart som först beskrevs av Joseph Decaisne, och fick sitt nu gällande namn av Joseph Decaisne. Oxypetalum parviflorum ingår i släktet Oxypetalum och familjen oleanderväxter. Utöver nominatformen finns också underarten O. p. kulmannii.